# Shooting Stars
Shooting Stars – konkurs rzutów do kosza, rozgrywany od 2004 w czasie NBA All-Star Weekend. Turniej odbywa się w sobotę przed Meczem Gwiazd NBA. Występuje w nim trzech graczy: jedna zawodniczka z WNBA, jeden gracz NBA i jedna legenda NBA. Mają za zadanie umieścić piłkę w koszu z pięciu pozycji na boisku, w tym ostatnią z połowy. Zawody odbywają się na czas.

## Zwycięzcy
| Rok  | Zespół      | Gwiazda męska NBA                 | Gwiazda kobieca WNBA                    | Legenda                           | Czas |
| ---- | ----------- | --------------------------------- | --------------------------------------- | --------------------------------- | ---- |
| 2015 | Nowy Jork   | Chris Bosh, Miami Heat            | Swin Cash, New York Liberty             | Dominique Wilkins, Atlanta Hawks  | 57,6 |
| 2014 | Nowy Orlean | Chris Bosh, Miami Heat            | Swin Cash, Chicago Sky                  | Dominique Wilkins, Atlanta Hawks  | 31,4 |
| 2013 | Houston     | Chris Bosh, Miami Heat            | Swin Cash, Chicago Sky                  | Dominique Wilkins, Atlanta Hawks  | 89,0 |
| 2012 | Nowy Jork   | Landry Fields, New York Knicks    | Cappie Pondexter, New York Liberty      | Allan Houston, New York Knicks    | 37,3 |
| 2011 | Atlanta     | Al Horford, Atlanta Hawks         | Coco Miller, Atlanta Dream              | Steve Smith, Atlanta Hawks        | 70,0 |
| 2010 | Teksas      | Dirk Nowitzki, Dallas Mavericks   | Becky Hammon, San Antonio Silver Stars  | Kenny Smith, Houston Rockets      | 34,3 |
| 2009 | Detroit     | Arron Afflalo, Detroit Pistons    | Katie Smith, Detroit Shock              | Bill Laimbeer, Detroit Pistons    | 58,4 |
| 2008 | San Antonio | Tim Duncan, San Antonio Spurs     | Becky Hammon, San Antonio Silver Stars  | David Robinson, San Antonio Spurs | 35,8 |
| 2007 | Detroit     | Chauncey Billups, Detroit Pistons | Swin Cash, Detroit Shock                | Bill Laimbeer, Detroit Pistons    | 65,0 |
| 2006 | San Antonio | Tony Parker, San Antonio Spurs    | Kendra Wecker, San Antonio Silver Stars | Steve Kerr, San Antonio Spurs     | 25,1 |
| 2005 | Phoenix     | Shawn Marion, Phoenix Suns        | Diana Taurasi, Phoenix Mercury          | Dan Majerle, Phoenix Suns         | 28,0 |
| 2004 | Los Angeles | Derek Fisher, Los Angeles Lakers  | Lisa Leslie, Los Angeles Sparks         | Magic Johnson, Los Angeles Lakers | 43,9 |